# 愛 am BEST, too
『愛 am BEST, too』（あい・アム・ベスト・トゥ）は、大塚愛の3枚目のベストアルバム。2019年1月1日にavex traxよりリリースされた。

## 概要
公認ベストアルバムの発売としては、『LOVE is BEST』以来となる。本年は大塚愛が、デビューから満15周年を迎えたことを記念してリリースされた、オールタイム・ベストアルバムとなっている。公認としては初の2枚組で、デビュー曲「桃ノ花ビラ」から最新曲「ドラセナ」までリリースされたシングル及び、アルバム曲から選曲。その他、新曲として「Dear, you」を含む全31曲を収録。
DVD・Blu-rayには、デビュー日（9月9日）に開催された15周年記念ライブ「LOVE IS BORN 〜15th Anniversary 2018〜」から最終日である日比谷野外大音楽堂の模様を初パッケージ。
リリースに先駆けて、12月1日から発売日前日である31日まで同アルバムの全曲が1日1曲ずつ、定価のサブスクリプション方式サービスにて配信された。

## 収録曲

### CD（全形態共通）
| 全作詞・作曲: 愛（特記以外）。 |                                   |                 |                 |                       |      |
| #                              | タイトル                          | 作詞            | 作曲・編曲      | 編曲                  | 時間 |
| 1.                             | 「私」(作詞・作曲: aio)           | 愛 （特記以外） | 愛 （特記以外） | aio×cap               | 3:46 |
| 2.                             | 「さくらんぼ」                    | 愛 （特記以外） | 愛 （特記以外） | 愛×Ikoman             | 3:57 |
| 3.                             | 「羽ありたまご」                  | 愛 （特記以外） | 愛 （特記以外） | 愛×Ikoman             | 4:57 |
| 4.                             | 「君フェチ」                      | 愛 （特記以外） | 愛 （特記以外） | 愛×Ikoman、原田アツシ | 4:20 |
| 5.                             | 「桃ノ花ビラ」                    | 愛 （特記以外） | 愛 （特記以外） | 愛×Ikoman             | 4:55 |
| 6.                             | 「HEART」                         | 愛 （特記以外） | 愛 （特記以外） | 愛×Ikoman             | 4:02 |
| 7.                             | 「ロケットスニーカー」            | 愛 （特記以外） | 愛 （特記以外） | 愛×Ikoman             | 3:46 |
| 8.                             | 「フレンジャー」                  | 愛 （特記以外） | 愛 （特記以外） | 愛×Ikoman             | 3:44 |
| 9.                             | 「Happy Days」                    | 愛 （特記以外） | 愛 （特記以外） | 愛×Ikoman             | 4:09 |
| 10.                            | 「SMILY」                         | 愛 （特記以外） | 愛 （特記以外） | 愛×Ikoman             | 3:30 |
| 11.                            | 「TOKYO散歩」                     | 愛 （特記以外） | 愛 （特記以外） | aio、cap              | 4:40 |
| 12.                            | 「クムリウタ」                    | 愛 （特記以外） | 愛 （特記以外） | 愛×Ikoman             | 5:00 |
| 13.                            | 「甘えんぼ」                      | 愛 （特記以外） | 愛 （特記以外） | 愛×Ikoman             | 4:16 |
| 14.                            | 「ネコに風船」                    | 愛 （特記以外） | 愛 （特記以外） | 愛×Ikoman             | 5:12 |
| 15.                            | 「Dear, you」(作詞・作曲: aio)    | 愛 （特記以外） | 愛 （特記以外） |                       | 5:26 |
| 99.                            | 「BABASHIのテーマ」(Secret Track) | 愛 （特記以外） | 愛 （特記以外） |                       |      |
| 合計時間:                      | 合計時間:                         | 合計時間:       | 75:24           |                       |      |

| 全作詞・作曲: 愛（特記以外）。 |                                                |                |                |                                          |      |
| #                              | タイトル                                       | 作詞           | 作曲・編曲     | 編曲                                     | 時間 |
| 1.                             | 「LOVE FANTASTIC」(作詞・作曲: aio)            | 愛（特記以外） | 愛（特記以外） | aio×hiroo / ストリングスアレンジ: 弦一徹 | 4:27 |
| 2.                             | 「黒毛和牛上塩タン焼680円」                    | 愛（特記以外） | 愛（特記以外） | 愛×Ikoman                                | 3:53 |
| 3.                             | 「シヤチハタ」                                 | 愛（特記以外） | 愛（特記以外） | 笹路正徳                                 | 4:02 |
| 4.                             | 「金魚花火」                                   | 愛（特記以外） | 愛（特記以外） | 愛×Ikoman                                | 4:34 |
| 5.                             | 「恋愛写真」                                   | 愛（特記以外） | 愛（特記以外） | 愛×Ikoman / ストリングスアレンジ: 弦一徹 | 4:57 |
| 6.                             | 「プラネタリウム」                             | 愛（特記以外） | 愛（特記以外） | 愛×Ikoman                                | 5:11 |
| 7.                             | 「モアモア」(作詞・作曲: aio)                  | 愛（特記以外） | 愛（特記以外） | aio×hiroo                                | 3:34 |
| 8.                             | 「ゾッ婚ディション」                           | 愛（特記以外） | 愛（特記以外） | 愛×Ikoman                                | 4:06 |
| 9.                             | 「パラレルワールド」(作詞: aio・作曲: aio×cap) | 愛（特記以外） | 愛（特記以外） | aio×cap                                  | 4:04 |
| 10.                            | 「CHU-LIP」                                    | 愛（特記以外） | 愛（特記以外） | 愛×Ikoman                                | 3:55 |
| 11.                            | 「ポンポン」                                   | 愛（特記以外） | 愛（特記以外） | 鈴木秋則                                 | 2:21 |
| 12.                            | 「タイムマシーン」(作詞: aio・作曲: aio×cap)   | 愛（特記以外） | 愛（特記以外） | aio×cap                                  | 5:12 |
| 13.                            | 「ユメクイ」                                   | 愛（特記以外） | 愛（特記以外） | 愛×Ikoman                                | 4:20 |
| 14.                            | 「日々、生きていれば」(作詞・作曲: aio)        | 愛（特記以外） | 愛（特記以外） |                                          | 4:43 |
| 15.                            | 「ドラセナ」(作詞・作曲: aio)                  | 愛（特記以外） | 愛（特記以外） | aio×hiroo                                | 5:42 |
| 16.                            | 「Re:NAME」(作詞・作曲: aio)                   | 愛（特記以外） | 愛（特記以外） | aio×hiroo                                | 4:54 |
| 合計時間:                      | 合計時間:                                      | 合計時間:      | 71:00          |                                          |      |

### DVD / Blu-ray
| #   | タイトル                                                         | 作詞 | 作曲・編曲 | 時間 |
| --- | ---------------------------------------------------------------- | ---- | ---------- | ---- |
| 1.  | 「PEACH」                                                        |      |            | 6:49 |
| 2.  | 「CHU-LIP」                                                      |      |            | 4:02 |
| 3.  | 「LUCKY☆STAR」                                                   |      |            | 4:35 |
| 4.  | 「ユメクイ」                                                     |      |            | 5:27 |
| 5.  | 「黒毛和牛上塩タン焼680円」                                      |      |            | 5:22 |
| 6.  | 「ネコに風船」                                                   |      |            | 5:14 |
| 7.  | 「プラネタリウム」                                               |      |            | 5:55 |
| 8.  | 「金魚花火」                                                     |      |            | 5:55 |
| 9.  | 「ポケット」                                                     |      |            | 4:51 |
| 10. | 「クラゲ、流れ星」                                               |      |            | 4:40 |
| 11. | 「恋愛写真」                                                     |      |            | 6:04 |
| 12. | 「One×Time / HEART / 大好きだよ。/ I □ ××× / ビー玉 / バイバイ」 |      |            |      |
| 13. | 「SMILY」                                                        |      |            | 3:10 |
| 14. | 「私」                                                           |      |            | 4:31 |
| 15. | 「甘えんぼ」                                                     |      |            | 4:38 |
| 16. | 「Re:NAME」                                                      |      |            | 4:58 |
| 17. | 「モアモア」                                                     |      |            | 3:37 |
| 18. | 「ゾッ婚ディション」                                             |      |            | 4:45 |
| 19. | 「フレンジャー」                                                 |      |            | 3:51 |
| 20. | 「ロケットスニーカー」                                           |      |            | 4:23 |
| 21. | 「Happy Days」                                                   |      |            | 3:33 |
| 22. | 「さくらんぼ」                                                   |      |            | 4:35 |
| 23. | 「桃ノ花ビラ」                                                   |      |            | 5:22 |
| 24. | 「ドラセナ」                                                     |      |            | 6:04 |

### 解説

#### Disc 1
1. 私
24thシングル。
2. さくらんぼ
2ndシングル。
3. 羽ありたまご
3rdアルバム『LOVE COOK』収録曲。
4. 君フェチ
5thアルバム『LOVE LETTER』収録曲。
5. 桃ノ花ビラ
1stシングル。
6. ロケットスニーカー
17thシングル。
7. フレンジャー
11thシングル。
8. Happy Days
4thシングル。
9. PEACH
15thシングル。
10. SMILY
8thシングル。
11. TOKYO散歩
8thアルバム『LOVE HONEY』収録曲。
12. クムリウタ
4thアルバム『LOVE PiECE』収録曲。
13. 甘えんぼ
3rdシングル。
14. ネコに風船
9thシングル。
15. Dear, you
新曲。
舞台『カレフォン』主題歌[1]。同舞台の開幕日である2018年10月4日より先行配信が開始された[1][2]。本アルバムがCD初収録となる。
『カレフォン』の作・演出担当の鈴木おさむの要望を受けて大塚が書き下ろした楽曲[1]。大塚が15歳の時に初めて作ったメロディが基になっているという[1]。

- 隠しトラック

1. BABASHIのテーマ
16トラック〜98トラックの5秒ずつの無音状態を挟み、収録されている。
デビュー3周年を記念して2006年9月9日より「LOVE9CUBE」より配信された楽曲。

#### Disc 2
1. LOVE FANTASTIC
6thアルバム表題曲。
2. 黒毛和牛上塩タン焼680円
7thシングル。
3. シヤチハタ
5thアルバム『LOVE LETTER』収録曲。
4. 金魚花火
5thシングル。
5. 恋愛写真
13thシングル。
6. プラネタリウム
10thシングル。
7. モアモア
23rdシングル。
8. ゾッ婚ディション
20thシングル。
9. パラレルワールド
7thアルバム『LOVE TRiCKY』収録曲。
10. CHU-LIP
14thシングル。
11. ポンポン
2ndアルバム『LOVE JAM』収録曲。
12. タイムマシーン
7thアルバム『LOVE TRiCKY』収録曲。
13. ユメクイ
12thシングル。
14. 日々、生きていれば
配信限定シングル（後に8thアルバム『LOVE HONEY』に収録）。
15. ドラセナ
25thシングル及び、アルバム先行シングル。
アルバム初収録。
16. Re:NAME
22ndシングル。下付き文字